# Lucius Caesar

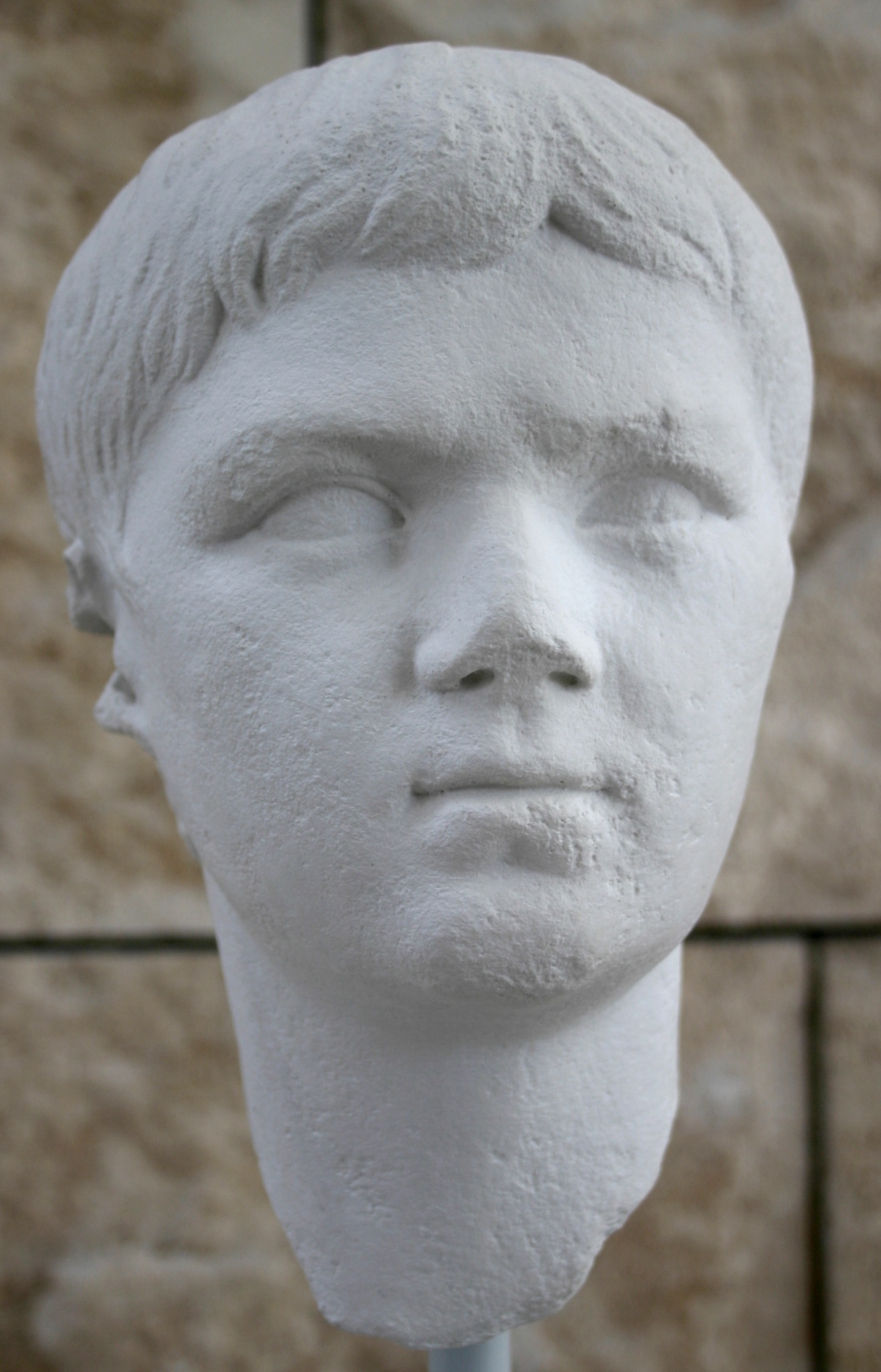
Lucius Caesar

Lucius (Iulius) Caesar (* 17 v. Chr.; † 20. August 2 n. Chr. in Massilia) war der zweite Sohn der Iulia, der Tochter des Augustus, und ihres zweiten Ehemanns Marcus Vipsanius Agrippa.

## Leben
Neben seinem älteren Bruder Gaius Caesar, der wie er selbst von Augustus 17 v. Chr. zur Sicherung der Nachfolge im Prinzipat adoptiert wurde, hatte Lucius noch drei jüngere Geschwister, die Schwestern Iulia die Jüngere und Agrippina die Ältere sowie den Bruder Agrippa Postumus. Die Caesares – wie die beiden Adoptivsöhne des Augustus in der modernen Forschung oft bezeichnet werden – wurden schon frühzeitig von ihrem Adoptivvater mit Ehrungen und Ämtern bedacht. Unter anderem veranstaltete Augustus in ihrem Namen Gladiatorenkämpfe und kooptierte sie in das Priesterkollegium. Lucius wurde die aus altadeligem Hause stammende Aemilia Lepida als Ehefrau versprochen.
Anlässlich der Anlegung der Männertoga wurde Lucius 2 v. Chr., wie sein älterer Bruder drei Jahre zuvor, zum princeps iuventutis („Führer der ritterlichen Jugend“) ernannt. Den Höhepunkt der Herausstellung der beiden Augustussöhne bildete unterdessen deren Designation zu Konsuln, als sie kaum dem Kindesalter entwachsen waren. Allerdings starb Lucius 2 n. Chr. auf dem Weg in die Hispania Tarraconensis, wo er dem Heer vorgestellt werden sollte, bevor er das höchste Staatsamt bekleiden konnte. Er wurde in der Grablege der julisch-claudischen Dynastie, dem Augustusmausoleum, beigesetzt.